# 電馭叛客2077：自由幻局
《電馭叛客2077：自由幻局》是《電馭叛客2077》唯一一個付费DLC，由CD Projekt開發並發行在Windows、PlayStation 5和Xbox Series X/S平台上，於2023年9月26日公開發售。该DLC為原作增添了全新的地區及故事線，玩家將繼續在反烏托邦、賽博朋克式世界扮演傭兵「V」。在接收到綽號「頌鳥」的神秘女性宋昭彌的來電後，V受命前往三不管的「狗命鎮」營救行將墜機的新美國總統羅薩琳·邁爾斯，以換取頌鳥的治療。
該擴充包自發行後收獲廣泛好評，並已錄得超過500萬次下載，同時得到多個獎項的提名，其中抱走金搖桿獎的最佳遊戲資料片、最佳遊戲預告以及英國學院遊戲獎的最佳發展中遊戲。

## 遊戲玩法
《自由幻局》是第一人称视角動作角色扮演遊戲《電馭叛客2077》的唯一付费DLC。除了「狗命鎮」外，該擴展包亦新增了帶有九種新技能的聖物科技樹。若玩家想解鎖新的聖物技能，就必須推進《自由幻局》的故事劇情，或與狗命鎮中的受限資料終端取得連接。資料片還將等級上限提升至60級，並為遊戲增添了新的武器和車輛，同時加入新的「速駭」（Quickhack），使得玩家擁有在空中衝刺、看穿牆壁或即時改變V的外觀等能力。此外，玩家能通過駕駛配備飛彈發射器的汽車來實現交通工具戰鬥。
根據玩家最後的決擇，《自由幻局》的結局可分為四個，分別是「權杖國王」（King of Wands）、「寶劍國王」（King of Swords）、「聖杯國王」（King of Cups）及「錢幣國王」（King of Pentacles）。

## 設定與角色
《電馭叛客2077》的舞台設在被巨摯控制且不受「新美國」（New United States, NUSA）和州法律約束，鄰近「北加利福尼亞自由州」（Free State of North California）的自治巨型都市「夜城」（Night City）。而《自由幻局》的劇情則發生在有著獨有角色、任務與配件，位於夜城市郊「太平州」（Pacifica）的分區「狗命鎮」（Dogtown）。
資料片新增的主要角色包括為新美國政府工作，自稱「頌鳥」（Songbird）的竄網使（Netrunner）宋昭彌（Song So Mi，克莉絲汀·敏智·張飾）；索羅門·里德（Solomon Reed，伊卓瑞斯·艾巴飾），一奉命在狗命鎮潛伏的NUSA「聯邦情報局」（Federal Intelligence Agency，FIA）特工；新美國總統羅薩琳·邁爾斯（Rosalind Myers，凱伊·貝斯飾）；里德前FIA拍擋，現在狗鎮當調酒師的艾琳娜·「艾瑟」·瑟納基斯（Alena "Alex" Xenakis，伊馮娜·瑟納特·瓊斯飾），以及柯特·韓森（Kurt Hansen，伊利亞·蒙特喬伊飾），主宰狗命鎮的民兵組織「犬魔」（Barghest）領袖。

## 開發
2022年9月6日，CD Projekt RED確認《電馭叛客2077》的唯一資料片（DLC）將在隔年於PC、Xbox Series X/S和PlayStation 5平台上發行，其開發成本超過6,000萬美元。同年11月16日，該工作室證實會採用類似《巫师3：狂猎—石之心》和《血與酒》的方式，玩家需要付費才能解鎖《自由幻局》。CD Projekt隨後在2022年遊戲大獎頒獎典禮上公映首條預告片，更披露伊卓瑞斯·艾巴將加入演員陣容。在2023年夏季遊戲節的Xbox展示會上，開發商確定《自由幻局》將定在當年9月26日發行。預購資料片的玩家可獲得額外的遊戲載具Quadra Sport R-7「維安」（Quadra Sport R-7 "Vigilante"）。公開發售前五天，CD Projekt對《電馭叛客2077》的Microsoft Windows、PlayStation 5以及Xbox Series X/S版本發佈名叫「2.0 更新」（Update 2.0）的重大補丁，其中便含與《自由幻局》相關的新加功能。2023年12月，該波蘭廠商釋出包括基礎版原作及資料片在內的《電馭叛客2077：終極版》（Cyberpunk 2077: Ultimate Edition）。
CD Projekt RED對《自由幻局》的開發靈感來自諜報驚悚片，憑此他們把狗命鎮塑造成一極具壓迫感、受民兵組織控制且條件惡劣的化外之地。由於警察和公司員工被拒入內的關係，該處充斥著道德觀薄弱的流氓。談到資料片的故事時，該工作室的資深編劇瑪格達萊娜·齊赫（Magdalena Zych）補充說明《自由幻局》的敘事將延伸至更高層級的政治家與政府機構，從而擴充原作的主題。艾巴在計劃初期便參與其中，並將扮演NUSA特工索羅門·里德（Solomon Reed）。他形容里德是V的「指路明燈」，某些情況下甚至會成為主角堅實的後盾，但玩家可能無法百分百信賴這位「政府兵前卒」。演戲外閒時以DJ為樂的艾巴亦為遊戲內的新廣播電台揀選曲目，還為資料片親自創作了三首獨有歌曲。此外，《自由幻局》的配樂由P·T·亞當奇克（P.T. Adamczyk）及亞采克·帕楚爾科夫斯基（Jacek Paciorkowski）操刀，達維德·波德西亞德沃則自《赛博浪客》後回歸演唱該擴充包的主題曲〈自由幻局〉。

## 反應
| 汇总媒体   | 得分                                |
| ---------- | ----------------------------------- |
| Metacritic | PC: 89/100 PS5: 87/100 XSXS: 89/100 |

| 媒体          | 得分   |
| ------------- | ------ |
| Destructoid   | 8.5/10 |
| Game Informer | 8.5/10 |
| GamesRadar+   | [ 26 ] |
| GameSpot      | 10/10  |
| IGN           | 9/10   |
| PC Gamer美国  | 87/100 |

《電馭叛客2077：自由幻局》發行後獲得廣泛讚賞。在Metacritic上，該作的Windows版根據58條評論得出89/100分，PS5版同樣拿到89/100分（50條評論），而XSX/S版則為10條評論的87/100分，三者皆屬「大致正面評價」級別。
IGN的馬特·金（Matt Kim）給予《電馭叛客2077：自由幻局》9/10分，形容該資料片有著更為複雜的故事分支、出色的角色演出、大大改進的遊戲體驗，以及對賽博朋克與反烏托邦主題越發深入的見解，無疑為《電馭叛客2077》開啟了新的篇章，也終於符合玩家們三年前對該作的期望。PC Gamer的泰德·利奇菲爾德（Ted Litchfield）為《電馭叛客2077：自由幻局》打出87/100分，他讚揚該擴充包有如「一部扣人心弦的驚悚間諜片」，充斥著令人感到毛骨悚然的決擇，儼然成為「《電馭叛客2077》三年救贖之旅中最激動人心的高潮」。GameSpot的麥可·海厄姆（Michael Higham）則為《電馭叛客2077：自由幻局》評出10分滿分，稱讚其在尊重題材傳統的同時描繪了既殘酷、發人深省又憂喜參半的故事，並以「《自由幻局》正是《電馭叛客2077》的巔峰」作總結。

### 銷售
2023年10月5日，《自由幻局》在一週內達到300萬的銷售額，並在隔月增至430萬。2024年1月，CD Projekt Red宣佈該資料片的下載次數破已突破五百萬大關。

### 獲得獎項與提名
| 年份 | 獎項             | 類別                                                   | 結果   |
| ---- | ---------------- | ------------------------------------------------------ | ------ |
| 2023 | 金摇杆奖         | 最佳遊戲資料片                                         | 獲獎   |
| 2023 | 金摇杆奖         | 最佳遊戲預告                                           | 獲獎   |
| 2023 | 游戏大奖         | 最佳敘事                                               | 提名   |
| 2023 | 游戏大奖         | 最佳演出（伊卓瑞斯·艾巴飾索羅門·里德）                 | 提名   |
| 2023 | 游戏大奖         | 最佳持續經營遊戲                                       | 獲獎   |
| 2023 | 游戏大奖         | 玩家之聲                                               | 提名   |
| 2024 | 紐約遊戲大獎     | 大蘋果冠名年度遊戲                                     | 提名   |
| 2024 | 紐約遊戲大獎     | 赫爾曼·梅爾維爾冠名最佳遊戲敘事                        | 提名   |
| 2024 | 紐約遊戲大獎     | 自由女神像冠名最佳世界觀                               | 提名   |
| 2024 | 紐約遊戲大獎     | 白色大道冠名最佳遊戲演出（伊卓瑞斯·艾巴飾索羅門·里德） | 提名   |
| 2024 | 紐約遊戲大獎     | 紐約华盛顿大桥冠名最佳DLC                              | 獲獎   |
| 2024 | D.I.C.E.大奖     | 年度角色扮演遊戲                                       | 提名   |
| 2024 | 視覺效果工會獎   | 最佳電玩遊戲視覺效果                                   | 提名   |
| 2024 | 游戏开发者选择奖 | 最佳敘事                                               | 榮譽獎 |
| 2024 | 游戏开发者选择奖 | 最佳科技成就                                           | 榮譽獎 |
| 2024 | 英国学院游戏奖   | 最佳發展中遊戲                                         | 獲獎   |
| 2024 | 英国学院游戏奖   | 年度遊戲                                               | 提名   |

## 外部連結
- 官方网站 （英文）
- 官方网站 （繁體中文）
- 官方网站 （简体中文）